# Lopadotemachoselachogaleokranioleipsanodrimhypotrimmatosilphioparaomelitokatakechymenokichlepikossyphophattoperisteralektryonoptekephalliokigklopeleiolagoiosiraiobaphetraganopterygon

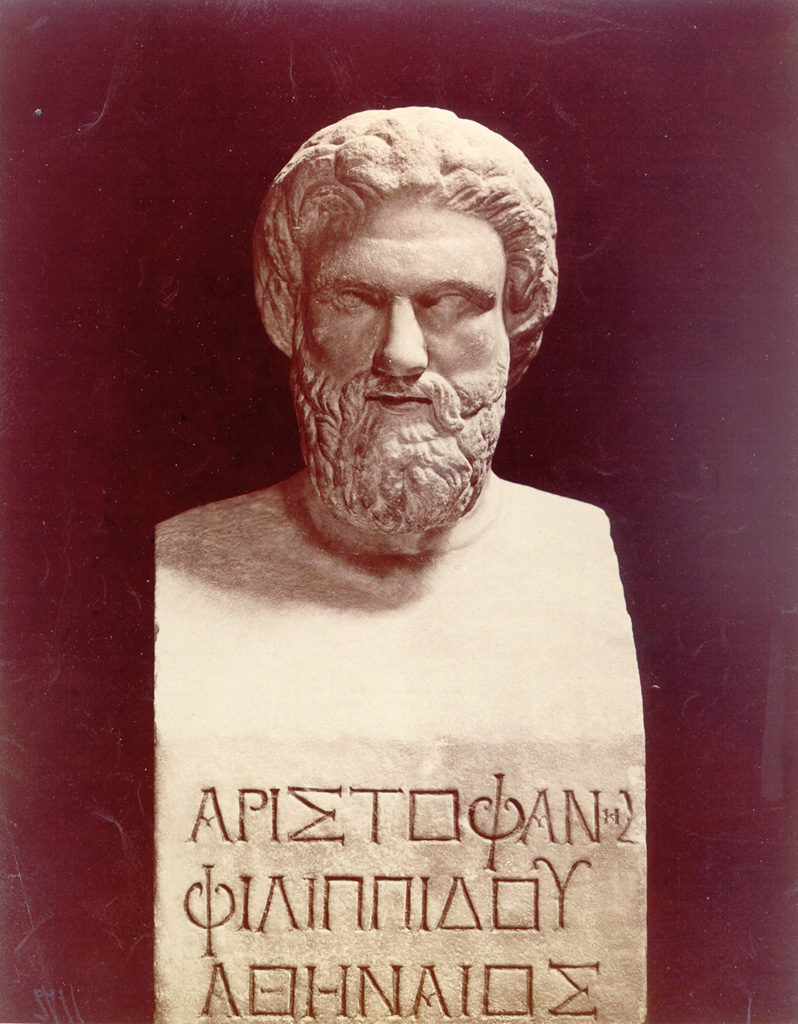
Borstbeeld van Aristophanes.

Lopadotemachoselachogaleokranioleipsanodrimhypotrimmatosilphioparaomelitokatakechymenokichlepikossyphophattoperisteralektryonoptekephalliokigklopeleiolagoiosiraiobaphetraganopterygon is een fictief gerecht (een fricassee) dat genoemd is in Aristophanes' komedie Ἐκκλησιάζουσαι (Ekklēsiázousai, in het Nederlands vertaald als Het vrouwenparlement, De vrouwen aan de macht en Vrouwenpolitiek). De matriarch in dit werk tracht een zekere pariteit vast te stellen: juist vrouwen zijn het die dit gerecht kunnen maken zodat het voldoet aan de wensen van iedereen. Al eeuwen staat het bekend als langste woord dat gebruikt is in de literatuur.

## Het oorspronkelijke Griekse woord
Λοπαδοτεμαχοσελαχογαλεοκρανιολειψανοδριμυποτριμματοσιλφιοκαραβομελιτοκατακεχυμενοκιχλεπικοσσυφοφαττοπεριστεραλεκτρυονοπτοκεφαλλιοκιγκλοπελειολαγῳοσιραιοβαφητραγανοπτερύγων is een Oudgrieks woord en bestaat uit 171 letters. De bovengenoemde transliteratie naar het Latijn telt iets meer letters (182) doordat sommige Griekse letters met twee Latijnse letters worden weergegeven (zoals χ=ch en ψ=ps). Overigens zijn uit kritische edities kleine variaties in het Griekse woord bekend, terwijl er ook verschillende methoden voor transliteratie zijn (bijvoorbeeld, de φ wordt boven als 'ph' weergegeven, maar een 'f' kan ook).
Liddell and Scott's lexicon vertaalt het als delicatesse van vis, vlees, pluimvee en sauzen. In de oorspronkelijke Griekse manuscripten staat het beschreven met 17 zoete en zure ingrediënten zoals hersenen, honing, azijn, vis en komkommers. De fricassee bestaat dan uit:
- Plakjes vis
- Haai of rog
- Rotte haai (zie ook: hákarl) uit de familie van Hemiscylliidae of kop van een andere kleine haai
- Een scherpsmakende schotel van verschillende geraspte/fijngesneden ingrediënten
- Silphium en ferula (een soort reuzenvenkel)
- Krab, garnalen of andere kreeftachtigen
- Scarabaeiformia (keversoorten)
- Adelaar
- Vloeibare honing
- Kaas
- Lipvis of lijster
- Met vis bedekte merel
- Houtduif
- Tamme duif
- Kip
- Geroosterde kop van dodaars
- Haas, maar kan ook een vogel of slak zijn.
- Most of wijn
- Vleugel of vin